# Академическая гребля на летних Олимпийских играх 2008 — восьмёрки (женщины)
Соревнования восьмёрок в академической гребле среди женщин на летних Олимпийских играх 2008 прошли с 11 до 16 августа. Приняли участие 63 спортсменки из 7 стран.
Курсивом показаны рулевые.

## Призёры
| Золото | Серебро | Бронза |
| США Эрин Кафаро · Линдсей Шуп · Анна Гудейл · Элеанор Логан · Анна Камминс · Сьюзан Франсия · Кэролайн Линд · Кэрин Дэвис · Мэри Уиппл | Нидерланды Фемке Деккер · Марлис Смюлдерс · Нинке Кингма · Ролине Репелар ван Дрил · Аннемарике ван Рюмпт · Хелен Тангер · Сара Сигелар · Аннемик де Хан · Эстер Воркел | Румыния Констанца Бурчикэ · Вьорика Сусану · Родика Мария Шербан · Эникё Барабаш · Симона Думитрица Мушат · Йоана Кристина Папук · Джорджета Андрунаке · Дойна Игнат · Елена Джорджеску |

## Рекорды
| Мировое лучшее время | США Кэрин Дэвис, Кэролайн Линд, Сьюзан Франсия, Анна Микельсон, Линдсей Шуп, Анна Гудейл, Меган Кук, Бретт Сиклер, Мэри Уиппл | 5:55,50 | Итон, Великобритания | 2006 год |

## Соревнование

### Отборочные гонки
Занявшие 1 места проходят в финал A, остальные в дополнительную гонку.
| Место | Спортсмены | Результат |
| ----- | --- | --------- |
| 1     | США Эрин Кафаро, Линдсей Шуп, Анна Гудейл, Элеанор Логан, Анна Камминс, Сьюзан Франсия, Кэролайн Линд, Кэрин Дэвис, Мэри Уиппл                                     | 6:06,53   |
| 2     | Великобритания Карла Эшфорд, Бет Родфорд, Наташа Пейдж, Наташа Хоуард, Джессика Эдди, Сара Уинклс, Элисон Ноулс, Кэти Гривс, Кэролайн О'Коннор                     | 6:08,68   |
| 3     | Канада Хизер Мендоли, Андреанн Морен, Сара Бониковски, Эшли Бжозович, Ромина Стефанчич, Баффи Уильямс, Дарси Марквардт, Джейн Рамбалл, Лесли Томпсон-Уилли         | 6:12,68   |
| 4     | Германия Кристина Хеннингс, Катрин Райнерт, Нина Штефани Венгерт, Надин Шмуцлер, Ленка Вех, Марен Дерлин, Николь Циммерманн, Эльке Элизабет Хиплер, Аннина Руппель | 6:14,42   |

| Место | Спортсмены | Результат |
| ----- | --- | --------- |
| 1     | Румыния Констанца Бурчикэ, Вьорика Сусану, Родика Мария Шербан, Эникё Барабаш, Симона Думитрица Мушат, Йоана Кристина Папук, Джорджета Андрунаке, Дойна Игнат, Елена Джорджеску | 6:05,77   |
| 2     | Нидерланды Фемке Деккер, Марлис Смюлдерс, Нинке Кингма, Ролине Репелар ван Дрил, Аннемарике ван Рюмпт, Хелен Тангер, Сара Сигелар, Аннемик де Хан, Эстер Воркел                 | 6:07,41   |
| 3     | Австралия Полин Фраска, Брук Претли, Сэлли Кехоу, Натали Бейл, Элизабет Келл, Кейт Хорнси, Сара Тэйт, Сара Хирд, Элизабет Патрик                                                | 6:07,93   |

### Дополнительная гонка
Занявшие 1-4 места проходят в финал A, последние становятся последними по итогам всего соревнования.
| Место | Спортсмены | Результат |
| ----- | --- | --------- |
| 1     | Канада Хизер Мендоли, Андреанн Морен, Сара Бониковски, Эшли Бжозович, Ромина Стефанчич, Баффи Уильямс, Дарси Марквардт, Джейн Рамбалл, Лесли Томпсон-Уилли         | 6:10,50   |
| 2     | Нидерланды Фемке Деккер, Марлис Смюлдерс, Нинке Кингма, Ролине Репелар ван Дрил, Аннемарике ван Рюмпт, Хелен Тангер, Сара Сигелар, Аннемик де Хан, Эстер Воркел    | 6:11,58   |
| 3     | Великобритания Карла Эшфорд, Бет Родфорд, Наташа Пейдж, Наташа Хоуард, Джессика Эдди, Сара Уинклс, Элисон Ноулс, Кэти Гривс, Кэролайн О'Коннор                     | 6:12,10   |
| 4     | Австралия Полин Фраска, Брук Претли, Сэлли Кехоу, Натали Бейл, Элизабет Келл, Кейт Хорнси, Сара Тэйт, Сара Хирд, Элизабет Патрик                                   | 6:12,52   |
| 5     | Германия Кристина Хеннингс, Катрин Райнерт, Нина Штефани Венгерт, Надин Шмуцлер, Ленка Вех, Марен Дерлин, Николь Циммерманн, Эльке Элизабет Хиплер, Аннина Руппель | 6:14,45   |

### Финал A
| Место | Спортсмены | Результат |
| ----- | --- | --------- |
| 1     | США Эрин Кафаро, Линдсей Шуп, Анна Гудейл, Элеанор Логан, Анна Камминс, Сьюзан Франсия, Кэролайн Линд, Кэрин Дэвис, Мэри Уиппл                                                  | 6:05,34   |
| 2     | Нидерланды Фемке Деккер, Марлис Смюлдерс, Нинке Кингма, Ролине Репелар ван Дрил, Аннемарике ван Рюмпт, Хелен Тангер, Сара Сигелар, Аннемик де Хан, Эстер Воркел                 | 6:07,22   |
| 3     | Румыния Констанца Бурчикэ, Вьюрика Сусану, Родика Мария Шербан, Эникё Барабаш, Симона Думитрица Мушат, Йоана Кристина Папук, Джорджета Андрунаке, Дойна Игнат, Елена Джорджеску | 6:07,25   |
| 4     | Канада Хизер Мендоли, Андреанн Морен, Сара Бониковски, Эшли Бжозович, Ромина Стефанчич, Баффи Уильямс, Дарси Марквардт, Джейн Рамбалл, Лесли Томпсон-Уилли                      | 6:08,04   |
| 5     | Великобритания Карла Эшфорд, Бет Родфорд, Наташа Пейдж, Наташа Хоуард, Джессика Эдди, Сара Уинклс, Элисон Ноулс, Кэти Гривс, Кэролайн О'Коннор                                  | 6:13,74   |
| 6     | Австралия Полин Фраска, Брук Претли, Сэлли Кехоу, Натали Бейл, Элизабет Келл, Кейт Хорнси, Сара Тэйт, Сара Хирд, Элизабет Патрик                                                | 6:14,22   |